# Warwickshire
Warwickshire ([vóvikš], zkráceně Warks nebo Warwicks) je vnitrozemské nemetropolitní hrabství v centrální Anglii. Sídlem hrabství je Warwick, největším městem je však Nuneaton na severu hrabství. Současné hranice jsou značně změněné od historického hrabství. Warwickshire je nejpravděpodobnějším rodištěm Williama Shakespeara pocházejícího ze Stratfordu nad Avonou. Z hrabství pochází i literární postavy jako George Eliot (z Nuneatonu), Rupert Brooke (z Rugby) nebo Michael Drayton (z Hartshillu).

## Poloha

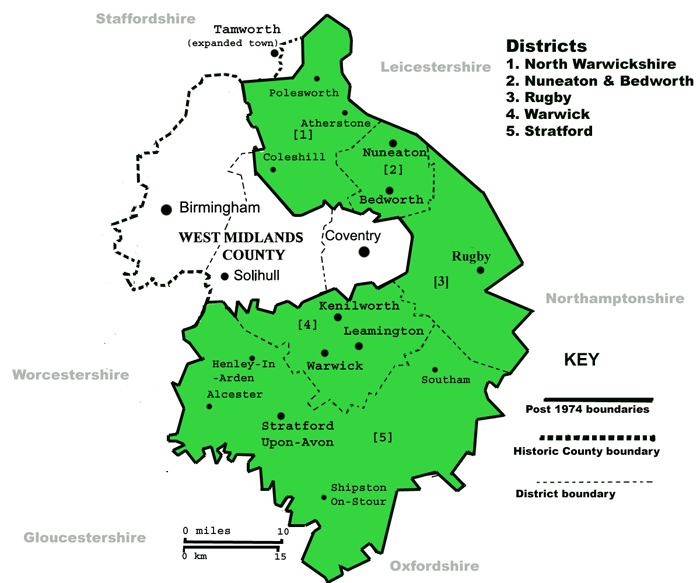
Mapa správních obvodů

Warwickshire na severozápadě sousedí s metropolitním hrabstvím West Midlands a se Staffordshire, s Leicestershire na severovýchodě, Northamptonshire na východě, Worcestershire na západě, Oxfordshire na jihu, Gloucestershire na jihovýchodě.
Většina obyvatel obývá severní a centrální část hrabství. Trhovecká města na severu a východě oblasti Atherstone, Bedworth, Nuneaton, a Rugby prošla v období průmyslové revoluce rozvojem. Hlavními průmyslovými odvětími byla těžba uhlí, textilní průmysl, strojírenství a výroba cementu. Těžký průmysl je však na trvalém ústupu a je nahrazován distribučními centry, lehkým průmyslem a službami. Městy s turistickým potenciálem jsou Leamington Spa, Stratford nad Avonou, Alcester a Warwick.
Jih hrabství je venkovskou krajinou s malými sídly, jako např. Cotswolds. Nejvyšším bodem území je Ebrington Hill na hranicích s Gloucestershire. Na severu je Warwickshire mírně zvlněnou krajinou s nejsevernější obcí No Man's Heath, je vzdálena pouze 50 km od okraje národního parku Peak District.
Ve Warwickshire nejsou velká města, obě, Coventry i Birmingham, byla začleněna do hrabství West Midlands v roce 1974. Největšími městy ve Warwickshire byly v roce 2004: Nuneaton (77 500 obyv.), Rugby (62 700), Leamington Spa (45 300) a Bedworth (32 500). Stratford, Warwick a Kenilworth nepřekračují hranici 20 000 obyvatel, menší města Atherstone, Alcester, Coleshill, Southam, Bulkington, Polesworth, Kingsbury, Henley-in-Arden, a obce Studley, Shipston a Whitnash mají mezi 5 000 až 12 000 obyvateli.

### Historické hranice

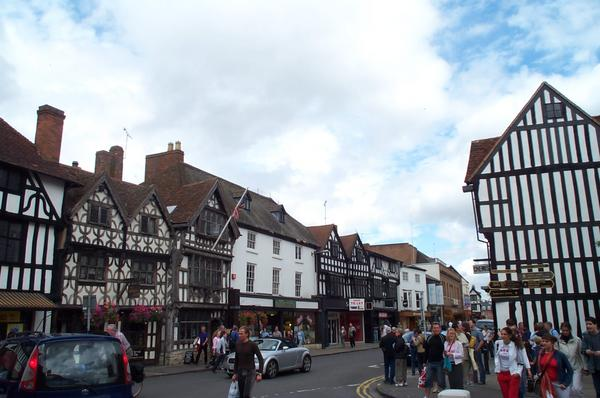
Stratford nad Avonou

Historický Warwickshire zahrnoval i území nynějšího Coventry, Forest of Arden, Solihullu a většiny Birminghamu, tyto byly roku 1974 převedeny do regionu West Midlands. Roku 1986 byla správa hrabství West Midlands rozdělena mezi města Birmingham, Coventry a Solihull, hrabství West Midlands ale stále formálně existuje.
Coventry bylo součástí Warwickshire několikrát v historii, rovněž jižní hranice se posouvala. Město Tamworth bylo v minulosti rozděleno mezi Warwickshire a Staffordshire, ale od roku 1888 bylo celé postoupeno do Staffordshire.

## Historie
Warwickshire bylo součástí království Mercia v počátcích 11. století. První písemná zmínka o Warwickshire je z roku 1001, Waeinewiscscr pojmenováno po hradu Warwick (znamenalo „obydlí u jezu“). Ve středověku Warwickshire dominovalo městem Coventry, v té době jedním z největších v Anglii, platilo za srdce anglického obchodu textilem. Warwickshire sehrálo klíčovou roli v Anglické občanské válce, v bitvě o Edgehill. Během průmyslové revoluce se stala města Birmingham a Coventry jedněmi z nejprůmyslovějších oblastí Británie s rapidním růstem počtu obyvatel.

## Hlavní sídla
Seznam největších sídel ve Warwickshire, zahrnuje sídla přes 5000 obyvatel:
- Alcester, Atherstone
- Bedworth, Bulkington
- Coleshill
- Henley-in-Arden
- Kenilworth, Kingsbury
- Leamington Spa
- Nuneaton
- Polesworth
- Rugby
- Shipston-on-Stour, Southam, Stratford nad Avonou, Studley
- Warwick, Wellesbourne, Whitnash

## Hospodářství
Níže je tabulka uvádějící strukturu hospodářství Warwickshiru. Hodnoty jsou v milionech liber šterlinků.
| Rok  | Přidaná hodnota | Zemědělství | Průmysl | Služby |
| ---- | --------------- | ----------- | ------- | ------ |
| 1995 | 5063            | 153         | 1717    | 3193   |
| 2000 | 7150            | 125         | 2196    | 4829   |
| 2003 | 8142            | 159         | 2054    | 5928   |

## Místní samospráva

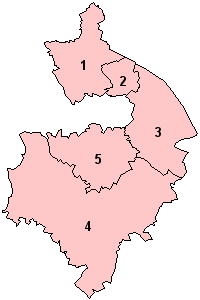
Distrikty Warwickshire

Stejně jako ve většině hrabství jsou i zde dvě úrovně místní samosprávy. Hrabství má úřad ve Warwicku, tomu je podřízeno pět oblastních úřadů s vlastními spravovanými územími. Jedná se o distrikty:
1. North Warwickshire (sídlo Atherstone)
2. Nuneaton and Bedworth
3. Rugby
4. Stratford nad Avonou
5. Warwick (sídlo Leamington Spa)

## Doprava
Warwickshire je svou polohou ve středu Anglie předurčeno k husté síti komunikací celostátního charakteru.

### Silnice
- Dálnice M40 spojující Londýn s Birminghamem, prochází středem hrabství v blízkosti Leamington Spa, Warwicku a Stratfordu nad Avonou.
- Dálnice M6 vede severozápadem Anglie k dálnici M1 (a ta do Londýna). Prochází severem Warwickshire a míjí Rugby, Nuneaton a Bedworth.
- Dálnice M69 je spojkou z Coventry do Leicesteru přes Nuneaton.
- Dalšími dálnicemi vedoucími do Warwickshire je dálnice M45, jižní část placeného úseku dálnice M6 a dálnice M42 protínající hranici hrabství na několika místech.

Dalšími silnicemi nadregionálního charakteru jsou silnice A45 (Rugby-Coventry-Birmingham-hrabství Northamptonshire). Silnice A46 (spojující M40 s M6 přes Warwick, Kenilworth a Coventry) a silnice A452 Leamington–Birmingham.

### Železnice

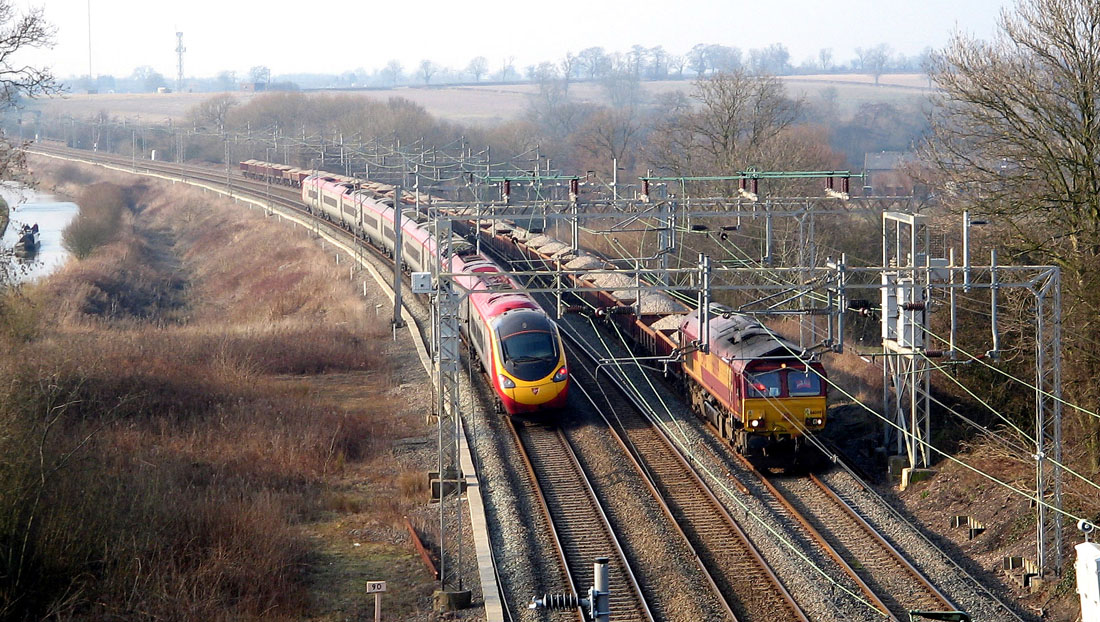
Pendolino dopravce Virgin Trains míjí nákladní vlak společnosti EWS na trati West Coast Main Line v hrabství Warwickshire

- West Coast Main Line (WCML) prochází Warwickshire. V Rugby se WCML rozděluje do dvou směrů. Jižní větev jde západně přes Coventry do Birminghamu, severní, nazývaná „Trent Valley Line“ jde severozápadně do Staffordu a severozápadní Anglie. Zde jsou stanicemi Nuneaton a Atherstone. Spojkou obou větví je dráha z Nuneatonu přes Bedworth do Coventry.
- Chiltern Main Line, trať z Londýna do Birminghamu protíná střed Warwickshire se stanicemi v Leamingtonu Spa, Warwicku, Warwicku Parkway a Hattonu. Také jsou v provozu dvě odbočné větve z Chiltern line, z Leamingtonu do Coventry, a z Hattonu u Warwicku do Stratfordu nad Avonou.

Další železnicí ve Warwickshire je Birmingham-Nuneaton-Leicester s mezilehlou zastávkou Water Orton poblíž Coleshill.
Frekventovanou větví příměstských osobních vlaků je dráha Birmingham – Stratford nad Avonou.
Největším městem Warwickshire bez nádraží je Kenilworth. Přestože leží na provozované trati Leamington – Coventry, zdejší stanice byla uzavřena v šedesátých letech v rámci Beechingovy reformy. Nyní jsou snahy o obnovu stanice.

### Vodní kanály

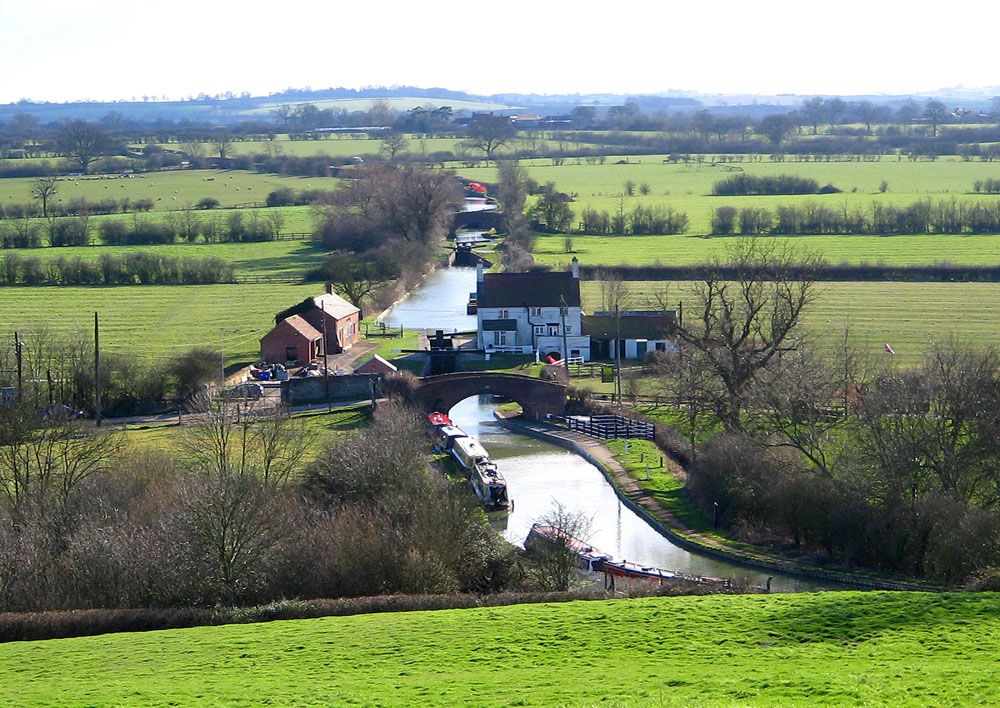
Oxford Canal v Napton-on-the-Hill

- Grand Union Canal vede přes Leamington a Warwick do Birminghamu.
- Oxford Canal začíná poblíž Coventry, východně obtáčí Rugby a přes venkovský jih směřuje na Oxford.
- Coventry Canal protíná sever hrabství z Coventry přes Bedworth, Nuneaton, Atherstone, Polesworth vede na Tamworth.
- Stratford-upon-Avon Canal spojuje Grand Union Canal západně od Warwicku se Stratfordem.
- Ashby-de-la-Zouch Canal začíná poblíž Bedworthu.

Řeka Avon je splavná na sever od Stratfordu. Plány na splavnění řeky po Warwick neprošly přes odpor místních občanů.

## Turisticky zajímavá místa
- Arbury Hall
- Burton Dassett Hills
- Compton Wynyates
- Coughton Court
- Coventry Canal
- Draycote Water
- Grand Union Canal
- James Gilbert Rugby Football Museum
- Kenilworth Castle
- Kingsbury Water Park
- Lunt Roman Fort
- Mary Arden's House
- Oxford Canal
- Rollright Stones
- Rugby Art Gallery and Museum
- Shakespeare's Birth Place
- Warwick Castle